# John S. Romanides
John S. Romanides (griechisch Ιωάννης Σάββας Ρωμανίδης, Ioannis Savvas Romanidis; * 2. März 1927 in Piräus; † 1. November 2001 in Athen) war ein griechisch-orthodoxer Priester, Autor und Professor, der über einen langen Zeitraum die griechische Kirche im ökumenischen Rat der Kirchen vertrat.

## Leben
Romanides' Eltern wanderten in die Vereinigten Staaten aus, als er zwei Monate alt war. Er wuchs dort in Manhattan auf. Er absolvierte das Hellenic College in Brookline (Massachusetts) und die Yale Divinity School. Danach wurde er an der Universität Athen promoviert.
Von 1956 bis 1965 war er Professor für Dogmatik an der Holy Cross Theological School in Brookline, Massachusetts. Im Jahr 1968 wurde er als Professor für Dogmatische Theologie an der Universität Thessaloniki in Griechenland berufen, eine Stelle, die er bis zu seiner Pensionierung im Jahr 1982 innehatte. Seine letzte Berufung erhielt er als Professor der Theologie an der Fakultät für Theologie der Universität Balamand im Libanon. Romanides starb in Athen im Jahr 2001.

## Theologie
Romanides' Beitrag enthält viele Spekulationen – darunter umstrittene – bezüglich der kulturellen und religiösen Unterschiede zwischen dem östlichen und westlichen Christentum und darüber, wie diese Unterschiede die Art und Weise beeinflusst haben, in der sich das Christentum in den christlichen Kulturen des Ostens und Westens jeweils entwickelt hat und gelebt wird.
Seine theologischen Arbeiten unterstreichen die empirische Grundlage der Theologie, genannt Theosis, Theoria, oder Gottesschau (im Gegensatz zum intellektuell-kontemplativen Ansatz) als das Wesentliche der Orthodoxen Theologie. Er betrachtete den Hesychasmus als Kern der christlichen Praxis und war ein guter Kenner der Werke des spätmittelalterlichen Hesychasten und Theologen Gregorios Palamas.
Seine Forschung im Bereich der Dogmatischen Theologie führte ihn zur Feststellung, dass ein enger Zusammenhang zwischen Abweichungen in den Lehrinhalten und den geschichtlichen Entwicklungen bestehe. In seinen späteren Jahren befasste er sich besonders mit historischen Themen, vor allem mit dem Mittelalter, aber auch mit dem 18. und dem 19. Jahrhundert.

## Werke
Mehrere seiner Artikel befinden sich auf der ihm gewidmeten Website. Zu seinen Büchern gehören:
- The Ancestral Sin. Übersetzung: George S. Gabriel. Zephyr Publications, Ridgwood, New Jersey 2002, ISBN 0-9707303-1-4 (englisch)
- Dogmatische Theologie und Symbolik der orthodoxen katholischen Kirche. Pournaras, Thessaloniki 1973, ISBN 960-242-144-4 (griechisch)
- Rominosini, Romania, Roumeli. Pournaras, Thessaloniki 1975 (griechisch)
- An Outline of Orthodox Patristic Dogmatics. Übersetzung Erzpriester George Dragas. Orthodoxe Theologische Bibliothek, 1. Band. Orthodox Research Institute, Rollinsford, New Hampshire 2004, ISBN 0-9745618-4-3 (englisch)
- Patristic Theology. Uncut Mountain Press, Dalles (OR) 2008, ISBN 960-86778-8-2. (englisch)